# Língua tolowa
A língua Tolowa (também chamada Chetco-Tolowa, or Siletu Dee-ni) faz parte do subgrupo das línguas atabascanas. Junto com três outras línguas estreitamente relacionadas (do baixo Rogue River, do alto Rogue River ou  Athabaskan ou Galice-Applegate e alto Umpqua ou Etnemitane) forma um aglomerado distinto, o das Atabascanas do Oregon.

## Geografia
Na época do primeiro contato europeu, o Tolowa era falado em várias comunidades de grandes e prósperas de aldeias ao longo da costa do Condado de Del Norte no extremo noroeste da Califórnia e ao longo da costa sul do condado Condado de Curry (Oregon). Hoje o termo Tolowa (por vezes Smith River) é usado principalmente por aqueles que residem na Califórnia, a maioria dos quais são afiliados à Tolowa Dee-ni 'Nation. Os que residem no Oregon, a maioria dos quais são afiliados com às Tribos Confederadas de Siletz a sudoeste de Portland, para onde seus ancestrais foram removidos na década de 1850 (Beckham 1971), referem-se a si mesmos como Chetco, Tututni, or Deeni.
Para detalhes da documentação lingüística de Chetco-Tolowa e de um levantamento da fonologia e gramática do Atabascano do Oregon, ver Golla (2011:70-75).

## Fonologia
Os fonemas de Makah são apresentados abaixo no alfabeto de base fonológica usasdo pela língua. Se o símbolo no alfabeto nativo difere do símbolo IPA, o equivalente IPA será dado entre parênteses]].  Isso é típico das línguas atabascanas do litoral do Pacífico

### Consoantes
|             |                      | Bilabial | Alveolar   | Alveolar | Alveolar    | Palato-alveolar | Velar | Velar | Glotal |
| plana       | Africada             | Bilabial | Retroflexa | plana    | labializada | Palato-alveolar |       |       | Glotal |
| ----------- | -------------------- | -------- | ---------- | -------- | ----------- | --------------- | ----- | ----- | ------ |
| Oclusiva    | Tenuis não aspiradas | p        | t          |          |             | tʃ              | k     | kʷ    | ʔ      |
| Oclusiva    | Aspirada             |          | tʰ         |          |             | tʃʰ             |       |       |        |
| Oclusiva    | Ejetiva              |          | tʼ         | tsʼ      | ʈʂʼ         | tʃʼ             | kʼ    | kʷʼ   |        |
| Continuante | surda                |          | ɬ          | s        | ʂ           | ʃ               | x     | xʷ    | h      |
| Continuante | sonora               |          | l          |          |             |                 | ɣ     |       |        |
| Nasal       | plana                | m        | n          |          |             |                 |       |       |        |
| Nasal       | glotalizada          | mˀ       | nˀ         |          |             |                 |       |       |        |
| Aproximante | plana                |          |            |          |             | j               |       | w     |        |
| Aproximante | glotalizada          |          |            |          |             | jˀ              |       | wˀ    |        |

/ɬ/ é africada para /tɬ/ depois de vogais. /j/ é nasalizado (/j̃/) após vogais nasais.

### Vogais
|              |              | Anterior | Anterior | Central | Central | Posterior | Posterior |
| curta        | longa        | curta    | longa    | curta   | longa   |           |           |
| ------------ | ------------ | -------- | -------- | ------- | ------- | --------- | --------- |
| Fechada      | oral         | i        | iː       |         |         | u         | uː        |
| Fechada      | nasal        | ĩ        | ĩː       |         |         | ũ         | ũː        |
| Meio fechada | Meio fechada | e        | eː       | ə       |         |           |           |
| Aberta       | oral         |          |          | a       | aː      |           |           |
| Aberta       | nasal        |          |          | ã       | ãː      |           |           |

As vogais de Tolowa têm algum grau de alofonicidade. /u/ e /o/ estão em variação livre; /ɔ/ é um alofone de /a/ depois de palatais e velars; /ə/ é elevado para /ɨ/ junto a palatais e para /ʉ/ antes de velares, e é nasalizado (/ə̃/) antes das consoantes nasais. Além disso, o Tolowa tem três ditongos: [ai], [au], and [ui].

### Escrita
As sílabas são geralmente separadas por um traço (-) para maior clareza. O alfabeto de 1997 Tolowa Dee-ni '(abaixo) substitui os caracteres especiais ą, į, ɨ, ł, ų e ʉ por um ~, i ~, lh, u ~ e v, respectivamente. Note que a distinção entre ɨ e ʉ é perdida.
| Letras | a | aa | a~ | aa~ | b | ch  | chʼ | d | dr | e | ee | g | gh | gw | h | i | ii | i~ | ii~ | kʼ | krʼ | l | lh | m | n | p  | s | sh | sr | t  | t’ | trʼ | tsʼ | u | uu | u~ | uu~ | v | w | x | xw | y | ʼ |
| Sons   | a | aː | ã  | ãː  | p | tʃʰ | tʃʼ | t | tʃ | e | eː | k | ɣ  | kʷ | h | i | iː | ĩ  | ĩː  | kʼ | kʷʼ | l | ɬ  | m | n | pʰ | s | ʃ  | ʂ  | tʰ | t’ | ʈʂʼ | tsʼ | u | uː | ũ  | ũː  | ə | w | x | xʷ | j | ʔ |

## Revitalização
Loren Bommelyn, falante fluente e lingüista, publicou vários livros pedagógicos e ensina jovens estudantes de Tolowa em Crescent City, Califórnia.
Três alfabetos já foram usados desde a formação do programa da língua Tolowa Dee-ni, patrocinados pela “Del Norte Indian Welfare Association em 1969”. O primeiro foi uma "versão Tolowa do alfabeto Unifon", escrito à mão. O Alfabeto Prático foi criado em 1993 para fins de digitação no computador.Em 1997, Loren Bommelyn desenvolveu um alfabeto que não exigia caracteres barrados ou o diacrítico para nasalização chamado Alfabeto Tolowa Dee-ni.
.
Siletz Dee-ni' é uma forma de Tolowa historicamente falada por membros das Tribos Confederadas de Siletz em sua reserva no Oregon. De acordo com um relatório da National Geographic Society e do Instituto Línguas Vivas para as Línguas Ameaçadas de Extinção este é o último de muitos idiomas falados na reserva e foi dito em 2007 como tendo apenas um falante vivo. No entanto, a linguagem tem sido pelo menos parcialmente revivida, e em algumas áreas muitos agora ensinam-se uns aos outros a língua.
Cursos para alunos da 6ª a 8ª série foram oferecidos na Siletz Valley Charter School, no Oregon. Alfred "Bud" Lane reuniu 14.000 palavras de Siletz Dee-ni, uma variedade de Chetco-Tolowa "restrita a uma pequena área da costa central de Oregon", em um dicionário online de áudio / imagens para o uso da comunidade.